# 荒野のテレビマン
『荒野のテレビマン』（こうやのテレビマン）は、1987年（昭和62年）11月16日から同年12月21日までフジテレビの「月9」枠（月曜21：00 - 21：54〈JST〉）で放送されたテレビドラマ。主演は東山紀之。

## 概要
フジサンケイグループの関連企業を舞台にした「業界ドラマシリーズ」の最終作。フジテレビ企画部を舞台に、番組作りに情熱を傾ける新人テレビマンの奮闘を描く。
この作品の最終回の劇中で放送される番組『MONDAY60』は、『アナウンサーぷっつん物語』の第1回の映像を流用している。神田正輝らが演じた『アナウンサーぷっつん物語』の登場人物は、劇中で名前のみが語られるものの姿は登場せず、本作の登場人物との共演の場面は描かれていない。
全6話、平均視聴率は13.2%。

## あらすじ
番組企画部に配属になった岬平は考えが硬く、部長から煙たがれ、ベテラン企画マン・野島の下につくことに。そんな中、17年間続いた『かるがも姫道中日記』が打ち切りとなり、その後番組が竜子と岬平が担当する報道番組『MONDAY60』（『アナウンサーぷっつん物語』の主な舞台となった番組）に決まる。ところが、『かるがも姫道中日記』の打ち切りが当初の3月末から2月半ばに繰り上がったため、急遽キャスター探しをしなければならなくなった。

## キャスト
（参考：）

### フジテレビ番組企画部
増淵岬平
演 - 東山紀之
新人企画マン。独立志向が強く、時折先走る行動を取る。父がすでになく、母と2人の姉、妹の女ばかりの家族でもまれて育ったため、女性に対して抵抗があり、また、女性はこうあるべきという意識が強く、そのこともあってしばしば竜子とも衝突する。
木田竜子
演 - 坂口良子
人事部から企画部に復帰した、岬平の教育係。仕事一筋で、浮いた話は特に無い。通称「昼下がりのお竜さん」。野島からも「お竜さん」と呼ばれる。岬平に対しては厳しく当たりつつも理解を示している。実は弟を亡くしており、そのことから現実からの逃避を一番嫌う。
野島文三
演 - 植木等
最古参の企画部員で橋川よりも先輩。かつては担当番組が立て続けにヒットし「視聴率200%男」の異名も取ったが今はそれも昔、担当番組が低視聴率にあえいでいる。『かるがも姫道中日記』の担当で、岬平に目をかけ、時には厳しい言葉も。上司ながら後輩である橋川に対しては、二人だけのときは「ピンさん」と呼び、タメ口で話す。
橋川一
演 - 原田芳雄
企画部長。上昇志向が強く、通称「理攻めのピン」。数字(視聴率)がすべてという論理でごり押しする。部下ながら先輩である野島に対しては公私とも「野島さん」と呼び、敬語で話す。
国友康雄
演 - 竹中直人
ドキュメンタリー担当。通称「ドキュメンタリーのヤス」。他人をあまりかばわない。
服部克夫
演 - 山口良一
ドラマ担当。通称「ドラマのカツ」。いわゆる八方美人な面があるが、時々理由なく怒り出すことも。
岸上譲二
演 - 石田純一
深夜番組担当。通称「夜更けのジョー」。周りのことには無関心。
工藤勉
演 - 岸部シロー
バラエティ番組担当。通称「バラエティのベン」。他人に配慮しない性格で、ギャンブルとゴルフを好む。
高木一郎
演 - 佐野史郎
企画部員。アニメ好きで神経質、時々自分のイメージの世界に閉じこもることも。
宮沢久美
演 - 水島裕子
事務職員。
川口光
演 - 岡本育子
相馬由紀
演 - 橋本かほる
平りえ子
演 - 森田美樹

### その他の局内関係者
海宝直也
演 - 柳沢慎吾
岬平の同期の営業マン。有名作家の息子でお坊ちゃん育ち。仕事熱心ではないものの調子よく振る舞う。
小杉祥子
演 - 石野陽子
岬平らと同期の女性アナウンサー。お嬢さん育ちで、岬平にとって理想のタイプ。直也もアタックをかけようとしている。
木俣泉
演 - 蜷川有紀
広報部員。岬平に気がある素振りをしばしば見せる。
滝沢
演 - 沼田爆（第1回・第4回）
営業部。岬平の先走りに巻き込まれるため、彼を煙たがる。
岩田
演 - 小林昭二（第4回）
制作部デスク。野島の同期。放送されてきた番組の何割かが、野島と彼の手で作られてきたことが両者の口から語られている。
矢田
演 - 小坂一也（第4回・第5回）
制作部員。岩田の依頼を受け、岬平らの『八羽のかもめ』リメイクに当初から協力する。
須藤
演 - 石丸謙二郎（第4回・第5回）
制作部員。岩田とは犬猿の仲で、当初は岬平とも対立するが後に理解しあい、矢田と同様に岬平らに協力する。
局長
演 - 鈴木瑞穂（最終回）
役名不明
演 - 須間一也

### 脚本家
吉田
演 - 鈴木清順
脚本家。『かるがも姫道中日記』を担当している。

### 俳優
横川そのみ（本名 おくしたえいこ）
演 - 高田美和
『かるがも姫道中日記』の主演女優。同作がデビュー作で、これ1本で女優としての地位を築いている。
薬丸裕英
演 - 本人役（第1回）
大高真弓
演 - 新藤恵美（第2回）
女優。岬平が関わった番組対抗女優大会で、他の女優たちが全員共演を拒否したため、同番組の降板を余儀なくされる。橋川とは長い付き合いである描写がなされている。
国生さゆり
演 - 本人役（第5回）
岬平の『八羽のかもめ』への出演依頼を受け、承諾していた。

### 増淵家
阪東束
演 - 岡本舞
岬平の長姉。「離婚女性を自立させる会」会長。ウーマンリブ派を自認。
増淵望
演 - 村上里佳子
岬平の次姉。対外的には女子大生と偽っており、直也もそう信じている。
増淵晶
演 - 森山和美
岬平の妹。兄である岬平を「岬平くん」と呼ぶ。
増淵君江
演 - 森光子（特別出演）
岬平の母。当初は電話の声での出演のみ（ノンクレジット）であったが最終回で実際に姿を見せる。

### その他
バーバラ朝倉（馬場秀子）
演 - 田島令子（第2回）
竜子と岬平の取材相手だが、岬平が朝倉を怒らせてしまい取材は中断する。が、後に朝倉が脱税で逮捕されたため、取材そのものがボツとなる。

## 劇中に登場する番組など
かるがも姫道中日記
野島が担当している、『水戸黄門』に類した勧善懲悪型の時代劇。主人公の「姫」が「カルさん」「ガモさん」という2人の供を連れて諸国を旅し、悪に引導を渡していくスタイル。放送時間帯は月曜日の21:00 - 21:54である。近年は低視聴率にあえいでおり、打ち切りが決まる。同作の最終話の翌週から竜子と岬平が担当する『Monday60』がスタートする。
八羽のかもめ
かつて、野島と岩田が制作した大晦日のドラマ。岬平が同作のリメイクを年末の大晦日の特番として企画し、竜子や矢田、須藤らの協力を得ながら制作していった。中山美穂を本人役で出演させる案も出ていた（ただし、中山は本作には出演していない）。ところが橋川の最終決定では服部のドラマが採用されてしまい、岬平らは番組をクリスマス・イブに繰り上げようとしたがかなわず、リメイク作品の制作は中止となる。

## スタッフ
- 企画：久世光彦（KANOX）、前田和也、亀山千広（フジテレビ）
- 脚本：扇澤延男
- プロデューサー：三宅川敬輔
- 音楽：城之内ミサ
- 演出：猪原達三
- 主題歌：THE GOOD-BYE「祭り気分でTAKE A CHANCE」（ビクター音楽産業）
- 技術協力：バスク
- 協力：ポニーキャニオン
- 制作：フジテレビ、KANOX

## 放送日程
1. 11月16日 「女がコワくて番組が作れるか」
2. 11月23日 「ボクには女難の層がある!?」
3. 11月30日 「ボクは会社のメイワクです!?」
4. 12月7日 「オレは女の敵になりたい!」
5. 12月14日 「フジテレビなんてやめてやる!!」
6. 12月21日 「おとこも一生懸命」